# Сабаева, Анжелика Николаевна
Анжелика Николаевна Сабаева (род. 29 апреля 1989, Легница) — российская спортсменка, трёхкратная чемпионка мира по Кёкусинкай—карате, заслуженный мастер спорта, 3 дан, чемпионка Европы, чемпионка кубка Европы, бронзовый призёр чемпионата мира, семикратная чемпионка России, шестикратная чемпионка Москвы. 
С 2016 г. тренер по единоборствам в спортивной школе «Самбо-70»..
Лучший боец года в мировом рейтинге в 2017 г. (женщины)
Лучший боец в период с 2014 по 2018 годы (женщины)
Категория (судейская): Судья 1 категории
I Чемпионат Мира KWU. Болгария, 2013 г. 1 место
II Чемпионат Мира KWU, Хабаровск, 2015 г. 1 место
III Чемпионат Мира KWU,  2017 г., Екатеринбург. 1 место